# MATSURI BAYASHI
「MATSURI BAYASHI」（マツリバヤシ）は、KEYTALKの楽曲で、メジャー8枚目（通算11枚目）のシングル。2016年5月18日にGetting Betterから発売された。

## 概要
前作「HELLO WONDERLAND」に続く2か月連続シングルリリース第二弾作品である。表題曲としては初めて寺中友将が作詞・作曲を手掛け、ミュージック・ビデオは大久保拓朗が監督を担当している。前作同様、メンバーそれぞれが作詞・作曲された楽曲が収録されている。
初回生産分のみスリーブケース仕様となっており、オリジナルステッカー、メンバーによる楽曲解説書、今作と次作の購入者対象“未発表の音源ダウンロード”シリアルナンバーが封入されている。
2017年7月20日から9月10日にかけて行われた「夏フェスティバル♪KEYTOBU」と題した東武鉄道とのコラボレーションにより、東武東上本線川越駅の下りホーム2番線で「MATSURI BAYASHI」、森林公園駅の下りホーム2番線で収録曲「wasted」がそれぞれ発車メロディとして使われた。

## 収録曲
1. MATSURI BAYASHI
  - 作詞・作曲：寺中友将

フジテレビ系「魁!ミュージック」6月度マンスリーアーティスト[6]
2. boys & girls
  - 作詞・作曲：首藤義勝

フジテレビ系「めざましどようび」2016年度テーマソング（2016年4月 - 10月）[2]
実質のミュージック・ビデオとなる「Special Movie」と題した映像が、YouTubeにて公開されている。
3. wasted
  - 作詞・作曲：八木優樹
4. 赤いサイコロのMAYAKASHI
  - 作詞・作曲：小野武正